# Bernardo José de Sousa Soares de Andrea
Bernardo José de Sousa Soares de Andrea (Lisboa, 13 de Abril de 1795 - 1844) foi um militar e administrador colonial português.

## Biografia
Filho de José Joaquim Soares de Andrea (Lisboa, Olivais, bap. 24 de Setembro de 1744 - 14 de Julho de 1800), Fidalgo Português neto materno dum Italiano descendente duma das principais famílias de Génova, Cavaleiro da Ordem de Nosso Senhor Jesus Cristo e Fidalgo da Casa Real, e de sua mulher Isabel Narcisa de Sant'Ana e Sousa, era irmão mais novo de Tomás José de Sousa Soares de Andrea, de Francisco José de Sousa Soares de Andrea, Barão de Caçapava no Brasil, e José Maria de Sousa Soares de Andrea.
Depois de justificada a sua Nobreza, assentou Praça como Aspirante de Marinha em Janeiro de 1810. Em 1838 era Capitão-de-Fragata da Marinha Portuguesa.
Foi Oficial distinto e valoroso. De 1821 a 1823, comandou diferentes navios da Esquadra do Rio da Prata e foi promovido, por distinção, ao posto de Capitão-Tenente, por haver retomado em combate a barca D. Ana de Jesus Maria. Comandou, também, um dos quatro navios com que seu irmão, o Capitão-de-Fragata José Maria de Sousa Soares de Andrea, bateu, no Combate da Batalha Naval de Montevideu de 21 de Outubro de 1823, as seis embarcações brasileiras que bloqueavam o Porto de Montevideu.
Além de Oficial distinto, tornou-se credor de elogios como Administrador, pela forma como desempenhou o cargo de Governador de Macau de 3 de Julho de 1833 a 22 de Fevereiro de 1837, e, depois, de São Tomé e Príncipe de 1839 a 5 de Fevereiro de 1843. Os habitantes de Macau ofereceram-lhe uma espada de honra, de ouro e brilhantes, de subido valor.
Deixou um livro de versos intitulado Poesias do Alceu Lusitano, 1 volume, in-8.º, Lisboa, 1825.
Não quis nunca aceitar o foro de Fidalgo da Casa Real, que lhe pertencia.
Faleceu três meses depois de se ter reformado.
O seu sobrinho-neto Álvaro de Oliveira Soares de Andrea, na dedicatória do seu livro O Systema decimal mundial e o Relogio decimal, Typografia e Papelaria Corrêa & Raposo, Lisboa, 1909, diz ter sido Capitão-de-Mar-e-Guerra, perseguido e encarcerado durante as Lutas Liberais.